# Karpivka, Moghilău
Karpivka (în ucraineană Карпівка) este o comună în raionul Moghilău, regiunea Vinnița, Ucraina, formată numai din satul de reședință.

## Demografie
Componența lingvistică a satului Karpivka
     Ucraineană (98,75%)
     Rusă (1,14%)
Conform recensământului din 2001, majoritatea populației satului Karpivka era vorbitoare de ucraineană (98,75%), existând în minoritate și vorbitori de rusă (1,14%).

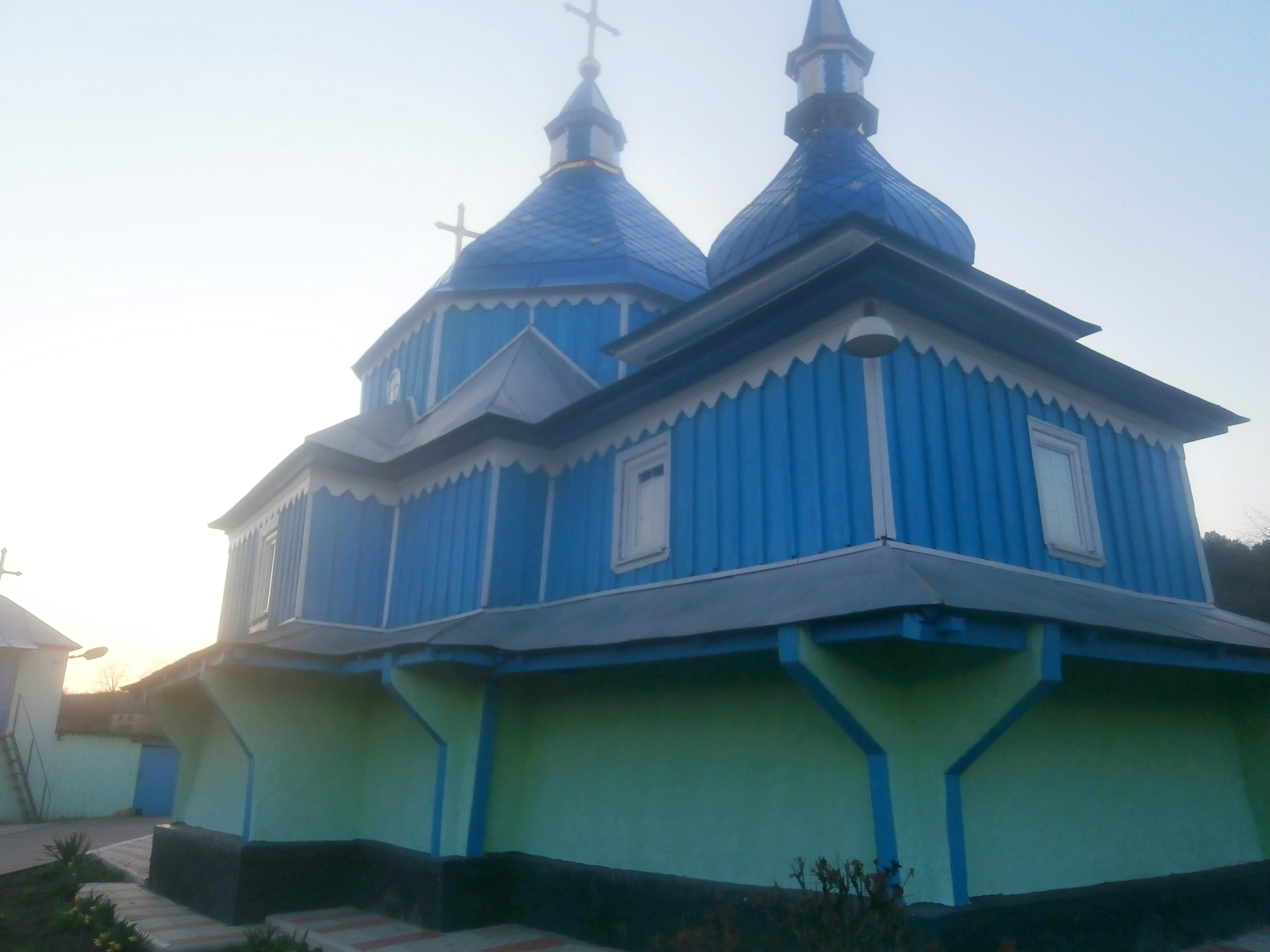
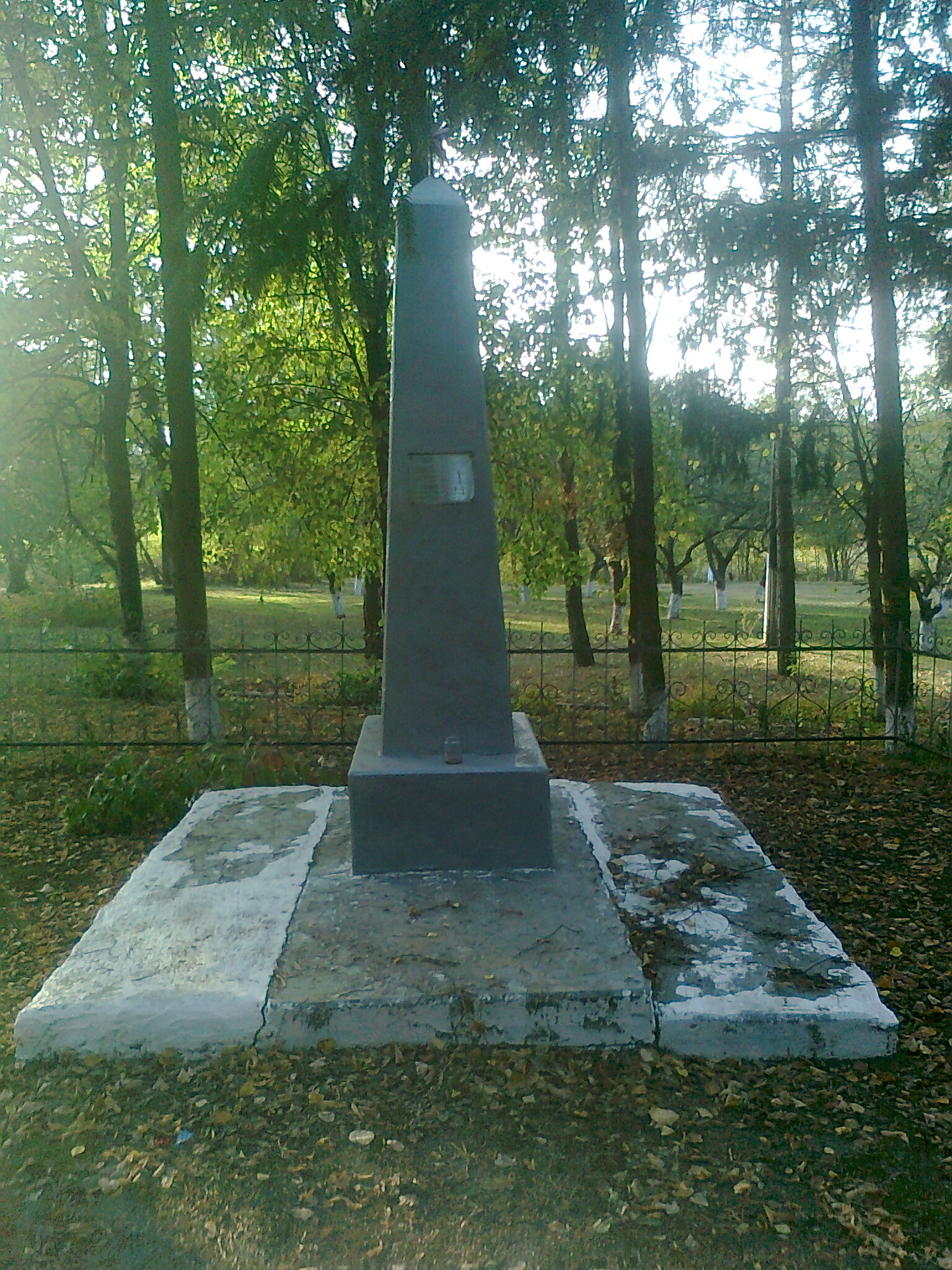
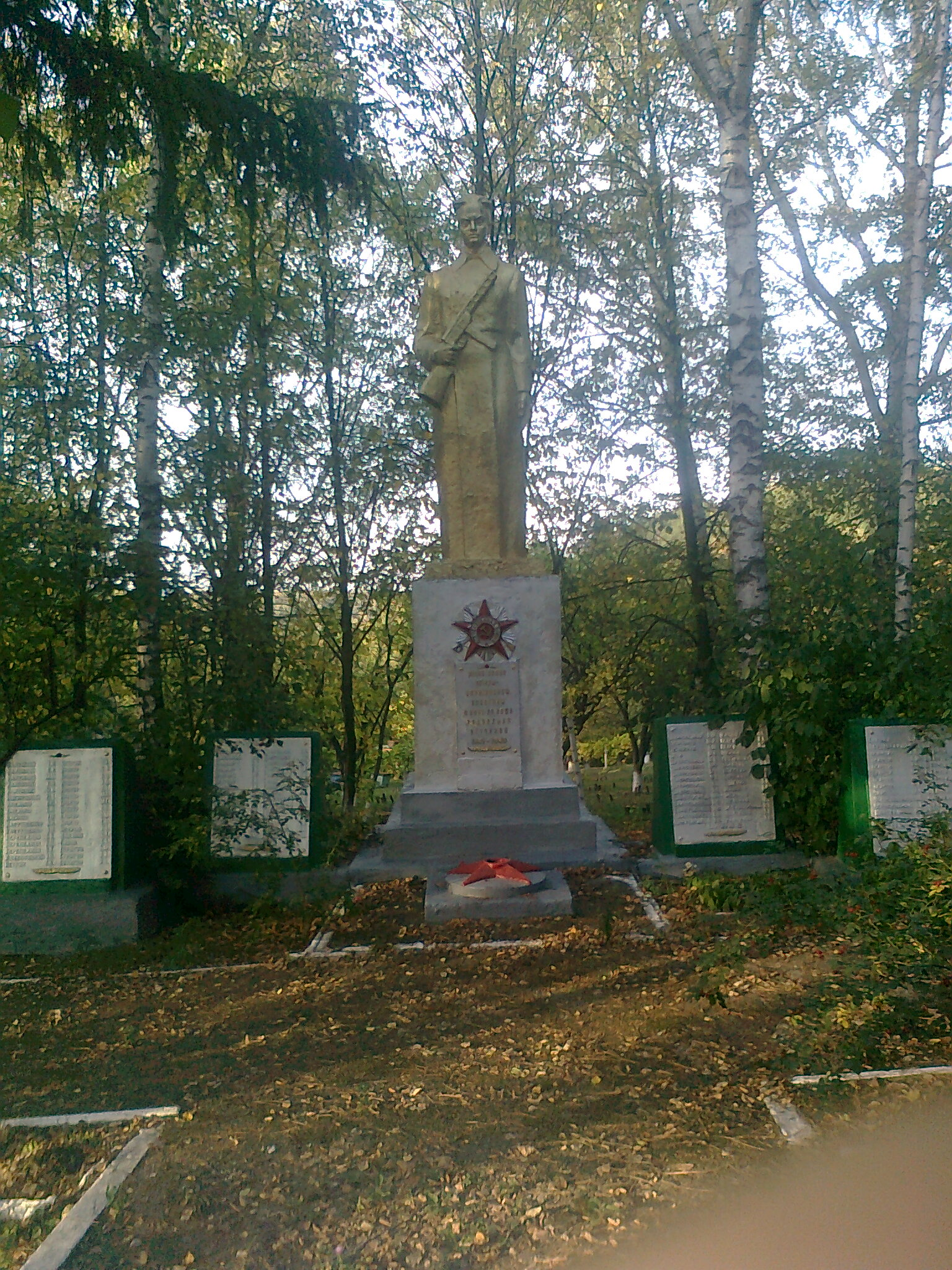